# 回帰熱 (アルバム)
『回帰熱』（かいきねつ）は、1989年11月15日にリリースされた、中島みゆきの17作目のオリジナルアルバム、3作目のセルフカバーアルバムである。

## 解説
中島みゆきにとって『おかえりなさい』（1979年）、『御色なおし』（1985年）に続く3作目となるセルフカバー・アルバム。スタジオ録音作品としては通算17作目に当たる。アルバムのタイトルは 『みゆきに、再びお熱になってもらうように』 との意味合から命名されたとのことである。
前作『グッバイガール』に引き続き、瀬尾一三が全曲でプロデュースとアレンジを手掛けている。
なお、このアルバムからLPが製造されなくなり、本作以降はCDとカセットテープでのリリースに移行した（ただし本作は、有線放送用にジャケットのないLPがプレスされた）。

## 再発盤
このアルバムのポニーキャニオン盤は既に廃盤となっているが、2021年現在でも、このアルバムを含んだ通販限定CDボックスは、ポニーキャニオンショッピングクラブにて販売中である。
現行盤のCDは2018年にヤマハミュージックコミュニケーションズから発売されたもの（デジタルリマスタリングされた）。
尚、2013年、Tom Bakerにより新たにデジタルリマスタリングされたCDがクリスタルディスクにて発売された（規格品番：YMPCD-10026）。

## 収録曲

### CD
| 全作詞: 中島みゆき、全編曲: 瀬尾一三。 |                       |            |            |      |
| #                                      | タイトル              | 作詞       | 作曲       | 時間 |
| 1.                                     | 「黄砂に吹かれて」    | 中島みゆき | 後藤次利   | 5:51 |
| 2.                                     | 「肩幅の未来」        | 中島みゆき | 筒美京平   | 5:18 |
| 3.                                     | 「あり、か」          | 中島みゆき | 中島みゆき | 5:45 |
| 4.                                     | 「群衆」              | 中島みゆき | 後藤次利   | 5:46 |
| 5.                                     | 「ロンリー カナリア」 | 中島みゆき | 中島みゆき | 5:01 |
| 6.                                     | 「くらやみ乙女」      | 中島みゆき | 中島みゆき | 4:45 |
| 7.                                     | 「儀式(セレモニー)」  | 中島みゆき | 中島みゆき | 4:46 |
| 8.                                     | 「未完成」            | 中島みゆき | 中島みゆき | 6:15 |
| 9.                                     | 「春なのに」          | 中島みゆき | 中島みゆき | 5:03 |
| 合計時間:                              | 合計時間:             | 合計時間:  | 48:30      |      |

### カセットテープ
| 全作詞: 中島みゆき、全編曲: 瀬尾一三。 |                    |            |            |      |
| #                                      | タイトル           | 作詞       | 作曲       | 時間 |
| 1.                                     | 「黄砂に吹かれて」 | 中島みゆき | 後藤次利   | 5:51 |
| 2.                                     | 「肩幅の未来」     | 中島みゆき | 筒美京平   | 5:18 |
| 3.                                     | 「あり、か」       | 中島みゆき | 中島みゆき | 5:45 |
| 4.                                     | 「群衆」           | 中島みゆき | 後藤次利   | 5:46 |
| 合計時間:                              | 合計時間:          | 合計時間:  | 22:40      |      |

| 全作詞・作曲: 中島みゆき、全編曲: 瀬尾一三。 |                       |            |            |      |
| #                                            | タイトル              | 作詞       | 作曲・編曲 | 時間 |
| 1.                                           | 「ロンリー カナリア」 | 中島みゆき | 中島みゆき | 5:01 |
| 2.                                           | 「くらやみ乙女」      | 中島みゆき | 中島みゆき | 4:45 |
| 3.                                           | 「儀式(セレモニー)」  | 中島みゆき | 中島みゆき | 4:46 |
| 4.                                           | 「未完成」            | 中島みゆき | 中島みゆき | 6:15 |
| 5.                                           | 「春なのに」          | 中島みゆき | 中島みゆき | 5:03 |
| 合計時間:                                    | 合計時間:             | 25:50      |            |      |

## 楽曲解説
1. 黄砂に吹かれて
  - 1988年に「FU-JI-TSU」を書き下ろしたのを手始めに、中島みゆきは後藤次利との共作で1990年代中頃までに掛けて数多くの作品を工藤静香に提供している（数曲は作曲も中島が手掛けている）。そういった一連の工藤への提供曲の中でも、1989年にオリコンで最高1位（年間チャートでは9位）を記録する大ヒットとなっている。このアルバムで自らが唄うに当り、中島は歌詞を一部書き直している。アルバム発表に際しプロモーション・クリップも制作された（『THE FILM of Nakajima Miyuki』に収録）。1992年発売のコンピレーション・アルバム『中島みゆき BEST SELECTION II』にも収録されている。 また本作はプロモ・オンリーで7インチシングル盤がプレスされている。
  - 曲の冒頭に短いインストゥルメンタルが入っている。プロモーション・クリップではそのインストゥルメンタルがやや長く収録されている（『THE FILM of Nakajima Miyuki』にて確認できる）。
2. 肩幅の未来
  - 1988年に長山洋子のシングルのために書き下ろした作品で、作曲は筒美京平（カップリング曲｢な・ま・い・き｣も中島と筒美の共作）。
  - 本作の出版者はセントラルミュージックであるため、著作権表記は “©1988 by JAPAN CENTRAL MUSIC, LTD.”[2]。
3. あり、か
  - オリジナルは、1980年代中頃から後半にかけての中島みゆきの活動の良きアドバイス役だった元甲斐バンドの甲斐よしひろが、田中一郎とのコラボレーションで出したシングル曲。
  - 1994年の『夜会 VOL.6 シャングリラ』ではストーリーに合わせ、歌詞を大幅に変更して歌唱。また、映像化されていない1989年の『夜会』でも歌われた。
4. 群衆
  - オリジナルは1988年に工藤静香に提供して大ヒットしたシングル「MUGO・ん…色っぽい」のカップリング曲。
5. ロンリー カナリア
  - オリジナルは柏原芳恵の1985年発表のシングル。
6. くらやみ乙女
  - 佐田玲子（さだまさしの妹）のために書き下ろした作品。佐田の音源はこのアルバムの発売とほぼ時期を同じくして発表された。
7. 儀式(セレモニー)
  - 松本典子への提供曲だが、｢黄砂に吹かれて｣と同じく本作で取り上げるにあたって一部歌詞を書き換えている。
8. 未完成
  - 薬師丸ひろ子のために書いた曲で、薬師丸の唄う音源はアルバム『星紀行』に収録されている。
9. 春なのに
  - 本作収録曲の中では最も古い作品で、オリジナルは1983年の柏原芳恵。柏原がこの曲をレコーディングする際、作者である中島もその場に立ち会っていたという。ここに収録されているバージョンにはアコーディオニストのcobaが参加。1992年発売のコンピレーション・アルバム『中島みゆき BEST SELECTION II』にも収録された。本作も「黄砂に吹かれて」同様、プロモ・オンリーで7インチシングル盤がプレスされた（「春なのに」片面のみ。規格品番：SSP-100。プレスは1990年）。

## 演奏者
- Vocals：中島みゆき

| 黄砂に吹かれて - Drums：山木秀夫・島村英二・青山純 - Bass：後藤次利 - Keyboards：倉田信雄・中西康晴・島健・エルトン永田・瀬尾一三 - E.Guitar：今剛・松原正樹・斉藤英夫・白井良明 - A.Guitar, F.Mandolin：吉川忠英 - A.Sax：古村敏比古 - Strings：飛鳥グループ・Joeグループ - Back Vocals：杉本和世・坪倉唯子・瀬尾一三・中島みゆき - Programmer：中山信彦(Z's)・浦田恵司(EMU)・森達彦(Hammer)・瀬尾一三 肩幅の未来 - Drums：山木秀夫・島村英二・青山純 - Bass：美久月千晴・高水健司 - Keyboards：倉田信雄・中西康晴・島健・エルトン永田・瀬尾一三 - E.Guitar：今剛・松原正樹・斉藤英夫・白井良明 - A.Guitar, F.Mandolin：吉川忠英 - A.Sax：古村敏比古 - Strings：飛鳥グループ・Joeグループ - Back Vocals：杉本和世・坪倉唯子・瀬尾一三・中島みゆき - Programmer：中山信彦(Z's)・浦田恵司(EMU)・森達彦(Hammer)・瀬尾一三 あり、か - Drums：山木秀夫・島村英二・青山純 - Bass：美久月千晴・高水健司 - Keyboards：倉田信雄・中西康晴・島健・エルトン永田・瀬尾一三 - E.Guitar：今剛・松原正樹・斉藤英夫・白井良明 - A.Guitar, F.Mandolin：吉川忠英 - A.Sax：古村敏比古 - Strings：飛鳥グループ・Joeグループ - Back Vocals：杉本和世・坪倉唯子・瀬尾一三・中島みゆき - Programmer：中山信彦(Z's)・浦田恵司(EMU)・森達彦(Hammer)・瀬尾一三 群衆 - Drums：山木秀夫・島村英二・青山純 - Bass：美久月千晴・高水健司 - Keyboards：倉田信雄・中西康晴・島健・エルトン永田・瀬尾一三 - E.Guitar：今剛・松原正樹・斉藤英夫・白井良明 - A.Guitar, F.Mandolin：吉川忠英 - A.Sax：古村敏比古 - Strings：飛鳥グループ・Joeグループ - Back Vocals：杉本和世・坪倉唯子・瀬尾一三・中島みゆき - Programmer：中山信彦(Z's)・浦田恵司(EMU)・森達彦(Hammer)・瀬尾一三 | ロンリー カナリア - Drums：渡嘉敷祐一 - Bass：美久月千晴・高水健司 - Wood Bass：荒川康男 - Keyboards：市川秀男・倉田信雄・中西康晴・島健・エルトン永田・瀬尾一三 - E.Guitar：杉本喜代志・今剛・松原正樹・斉藤英夫・白井良明 - A.Guitar, F.Mandolin：吉川忠英 - A.Sax：古村敏比古 - Strings：飛鳥グループ・Joeグループ - Back Vocals：杉本和世・坪倉唯子・瀬尾一三・中島みゆき - Programmer：中山信彦(Z's)・浦田恵司(EMU)・森達彦(Hammer)・瀬尾一三 くらやみ乙女 - Drums：山木秀夫・島村英二・青山純 - Bass：美久月千晴・高水健司 - Keyboards：倉田信雄・中西康晴・島健・エルトン永田・瀬尾一三 - E.Guitar：今剛・松原正樹・斉藤英夫・白井良明 - A.Guitar, F.Mandolin：吉川忠英 - A.Sax：古村敏比古 - Strings：飛鳥グループ・Joeグループ - Back Vocals：杉本和世・坪倉唯子・瀬尾一三・中島みゆき - Programmer：中山信彦(Z's)・浦田恵司(EMU)・森達彦(Hammer)・瀬尾一三 儀式(セレモニー) - Drums：山木秀夫・島村英二・青山純 - Bass：美久月千晴・高水健司 - Keyboards：倉田信雄・中西康晴・島健・エルトン永田・瀬尾一三 - E.Guitar：今剛・松原正樹・斉藤英夫・白井良明 - A.Guitar, F.Mandolin：吉川忠英 - A.Sax：古村敏比古 - Strings：飛鳥グループ・Joeグループ - Back Vocals：杉本和世・坪倉唯子・瀬尾一三・中島みゆき - Programmer：中山信彦(Z's)・浦田恵司(EMU)・森達彦(Hammer)・瀬尾一三 未完成 - Drums：山木秀夫・島村英二・青山純 - Bass：美久月千晴・高水健司 - Keyboards：倉田信雄・中西康晴・島健・エルトン永田・瀬尾一三 - E.Guitar：今剛・松原正樹・斉藤英夫・白井良明 - A.Guitar, F.Mandolin：吉川忠英 - A.Sax：古村敏比古 - Strings：飛鳥グループ・Joeグループ - Back Vocals：杉本和世・坪倉唯子・瀬尾一三・中島みゆき - Programmer：中山信彦(Z's)・浦田恵司(EMU)・森達彦(Hammer)・瀬尾一三 春なのに - Drums：山木秀夫・島村英二・青山純 - Bass：美久月千晴・高水健司 - Keyboards：倉田信雄・中西康晴・島健・エルトン永田・瀬尾一三 - E.Guitar：今剛・松原正樹・斉藤英夫・白井良明 - A.Guitar, F.Mandolin：吉川忠英 - A.Sax：古村敏比古 - Strings：飛鳥グループ・Joeグループ - Accordion：coba - Bassoon：埜口浩三 - Clarinet：十亀正司 - Violin：白浜桜子 - Back Vocals：杉本和世・坪倉唯子・瀬尾一三・中島みゆき - Programmer：中山信彦(Z's)・浦田恵司(EMU)・森達彦(Hammer)・瀬尾一三 |